# 慧丰寺
慧丰寺，原名“极乐集福寺”，蒙古语名为“乌云特古勒都尔苏默”，位于中国内蒙古自治区通辽市科尔沁左翼中旗巴彦塔拉镇，是一座藏传佛教格鲁派寺院。
该寺是哲里木盟知名寺庙之一。鼎盛时期有700余名喇嘛。该寺住持活佛转过七世。该庙是科尔沁左翼中旗格鲁派的发祥地。

## 历史

### 创建
慧丰寺所在的巴音温都尔（又译“白音温都尔”）西里（蒙古语“坡”之意）的地势北高南低，南临西拉木伦河，北靠玻璃山。慧丰寺始建于清朝康熙十九年（1680年），是科尔沁左翼中旗多罗郡王即温都尔亲王领地内的格鲁派寺庙之一。该庙位于巴音温都尔，后来成为科尔沁左翼中旗玛拉沁苏木，今为科尔沁左翼中旗巴彦塔拉镇境内。
清朝顺治四年（丁亥年，1647年），固倫靖端長公主下嫁科尔沁左翼中旗多罗郡王奇塔特。顺治六年（1649年），在巴彦塔拉的多罗郡王府东侧五里，西拉木伦河北岸的大坨子上方，兴建了一座仅有三间屋子的佛殿，供奉固倫靖端長公主从清朝皇宫带来的释迦牟尼佛金像。该庙是后来慧丰寺的前身。
公主出嫁时，自北京请来一位喇嘛。该喇嘛原为北京隆福寺的住持喇嘛，法号“那克卜昭德巴”（又译“纳克布昭德巴”）。该喇嘛来到科尔沁左翼中旗后的第二年便圆寂了。奇塔特郡王、固倫靖端長公主向内齐托音呼图克图求问该喇嘛灵体转生至何方，内齐托音活佛称，顺治七年岁次庚寅，将降生于本旗。为迎接该喇嘛的转世灵童，郡王和公主准备在博克图尔吉山以南的多罗郡王府附近兴建寺庙。一天夜里，公主梦见在巴音温都尔地方，日月齐落入水池中，遂求问内齐托音活佛，内齐托音活佛答称，若在那里建庙，本旗佛事必然兴旺。故于康熙十九年（1680年）在那里兴建了极乐集福寺，并把已转世的喇嘛请入庙中担任住持。
此地位于原来的三间佛殿的东南方，巴音温都尔高坡上。最初建成的极乐集福庙建筑为纲散殿，是藏式二层佛殿，公主还将金佛迁移到纲散殿。随后，又在纲散殿大门处兴建了天王殿，在紧邻纲散殿之处兴建苏克勤殿，苏克勤殿的屋顶为二波纹状，有四十丈高。这次大规模建设大约在康熙十九年（1680年）。朝廷命名该庙为“极乐集福寺”，俗称“阿贵图召”。

### 第一至五代住持喇嘛与寺院扩建
最早从北京隆福寺请来的喇嘛纳克布昭德巴，精通吉图布经文。后来慧丰寺便以精通吉图布经文著称。固倫靖端長公主赐给纳克布昭德巴一户韩姓属民，此后这户世代侍奉该寺的住持大喇嘛，负责寝食。
纳克布昭德巴圆寂后，固倫靖端長公主赴北京求问，经章嘉活佛认定，多罗郡王奇塔特的一位后裔成为该寺第一代住持大喇嘛。
康熙二十九年（1690年），该庙第一代住持大喇嘛圆寂。该喇嘛的转世灵童于康熙四十八年（1709年）找到并迎请至该寺，雍正六年（1728年）圆寂。该喇嘛的转世灵童于雍正八年（1730年）找到并迎请至该寺，乾隆九年（1744年）圆寂。该喇嘛的转世灵童于乾隆十一年（1746年）找到并迎请至该寺，这位第四代住持大喇嘛住持该寺后，开始将本寺所有蒙古文经书全部译成藏文，嘉庆十三年（1808年）圆寂。
康熙四十六年（1707年），多罗郡王奇塔特之孙班第迎娶康熙帝养女固伦纯禧公主（为康熙帝之弟恭亲王常宁之女，科尔沁左翼中旗人俗称其为“姑娘公主”）时，为了供奉固伦纯禧公主带来的又一尊纯金佛像，在极乐集福寺以东一里的地坡上新建了一座庙宇，取名“集福法轮寺”，此寺一切事务由极乐集福寺大喇嘛管理。当地人根据地理位置，分别称两寺为“东寺”（集福法轮寺）和“西寺”（极乐集福寺），东寺（集福法轮寺）为多罗郡王的家庙，西寺（极乐集福寺）为多罗郡王的王庙。
嘉庆十三年（1808年），经哲里木盟协办盟务第八代温都尔王栋默特奏请清朝朝廷祈求寺名。嘉庆帝批准极乐集福庙更名，并且御赐寺名为“慧丰寺”，赐满蒙汉藏四体文金字“慧丰寺”匾额，同时还准给嘉谱度牒。从此，该庙每年举办两次万寿经会。
为了寻找第四代住持喇嘛的转世灵童，该庙喇嘛赴西藏向达赖求问。达赖称，“灵童已于乙巳年在慧丰寺东南方向转世。”乙巳年即嘉庆十四年（1809年）。嘉庆二十一年（1816年）经诺彦呼图克图指明，慧丰寺从科尔沁左翼后旗布敦哈日根苏木苏布海哎勒，将八岁的转世灵童迎请回了慧丰寺，成为第五代住持喇嘛。嘉庆二十二年（1817年），送至哲里木盟札萨克图旗（今科尔沁右翼前旗）梵通寺（即葛根庙），拜诺彦葛根为师，学习佛经。道光二十一年（1841年），该喇嘛在梵通寺学经20年之后回到慧丰寺，在苏克勤殿西侧新建了拉桑殿（密宗殿），请来了土默特左翼旗（今阜新）瑞应寺住持大喇嘛阿拉坦西埒图葛根讲解佛经禅宗。道光二十五年（1845年），又在东庙兴建了一座拉桑殿。咸丰元年（1851年）圆寂。

### 第六代住持喇嘛
咸丰元年（1851年），该庙施主、御前行走亲王衔多罗郡王济克默特朗布率大喇嘛、德木齐执事及弟子数人，赴西藏求达赖、班禅指点。达赖、班禅称，该喇嘛转世将在慧丰寺南方出现。回到慧丰寺后，经内齐托音呼图克图指明，认定本旗额驸台吉齐穆特多博敦多罗格（又译“齐穆德多布敦德勒格”）第二子、赏戴花翎三等台吉葛文普尔徕（又译“格温普日赉”）之第六子业喜鄂德囊（又译“业喜鄂都囊”，为俗名）为转世灵童。同治二年五月初二日（1863年），将5岁的该转世灵童迎请回慧丰寺出家。次年，该灵童被送往梵通寺拜诺彦呼图克图为师，学经3年，后在14岁赴西藏学经12年，25岁时获班禅赐予“额尔德尼绰尔吉堪布”名号，26岁回到科尔沁右翼前旗，在慧丰寺例定帕尔勤经会。该寺这位第六代住持喇嘛花了五年时间将慧丰寺的拉桑殿扩建为81间大殿，光绪十六年（1890年）铸造了一尊两丈高镀金弥勒佛，供奉在拉桑殿后面的弥勒殿内的莲花座上。民国四年（1915年），六世住持大喇嘛又将东庙的讲经殿扩建为81间大殿。
修建东庙、西庙两座81间的大殿期间，有位名叫罗布桑众乃的喇嘛常年苦行化缘，为寺庙扩建贡献极大，故该寺在葛根楼门房东侧特为其兴建了三间瓦房，供其居住。
第六代住持大喇嘛多次被清朝朝廷和中华民国北京政府表彰，并赐予法号、徽号。民国八年（1919年），为褒奖这位住持大喇嘛勤勉向佛，第十代多罗郡王纳兰格埒勒奏请旗扎萨克王爷那木济勒色楞，以旗扎萨克的名义修缮了慧丰寺各个大殿。其中，苏克勤殿向南扩建一间，屋顶遂成为三波纹状。此外，增建了钟楼、鼓楼、浩日老殿等建筑，苏克勤殿前院以水泥铺建了跳神用的大圆场，在寺庙的外围的东、西、北方向分别新建了7座母祭坛小殿（三个方向共计21座），每座殿内供奉一尊石制浮雕度母像，度母像前平放有高桌，供祭祀用。自此，慧丰寺面积增加近一倍，周长达到五华里。
民国九年（1927年），第六世住持大喇嘛66岁时，达尔罕亲王那木济勒色楞号召全旗民众称其为葛根活佛。后来，末代多罗郡王杨森扎布还到北京贿赂袁世凯，为葛根活佛请到了“额尔德尼堪布诺们汗”的称号。自此，该寺的转世住持喇嘛才正式成为活佛。同年，第六世住持大喇嘛被委任为管理全旗各庙的固山达喇嘛（又译“霍顺大喇嘛”）。由此慧丰寺成为科尔沁左翼中旗的旗庙和宗教中心。鼎盛时期该寺有700多名喇嘛。
民国十六年（1927年）农历五月十四日，为迎接九世班禅到东蒙古地区至慧丰寺宣化放经，慧丰寺将原葛根活佛的寝室扩建为汉式二层小楼。九世班禅于同年抵达慧丰寺后，在此居住了113天。
这一时期，慧丰寺已经拥有了几处圈养院，分别圈养台吉、信徒奉献或者放生的梅花鹿、丹顶鹤、黄羊、狍子等。该寺印有特殊符号烙印的牛、羊五畜超过千头。该寺当时较为富有。

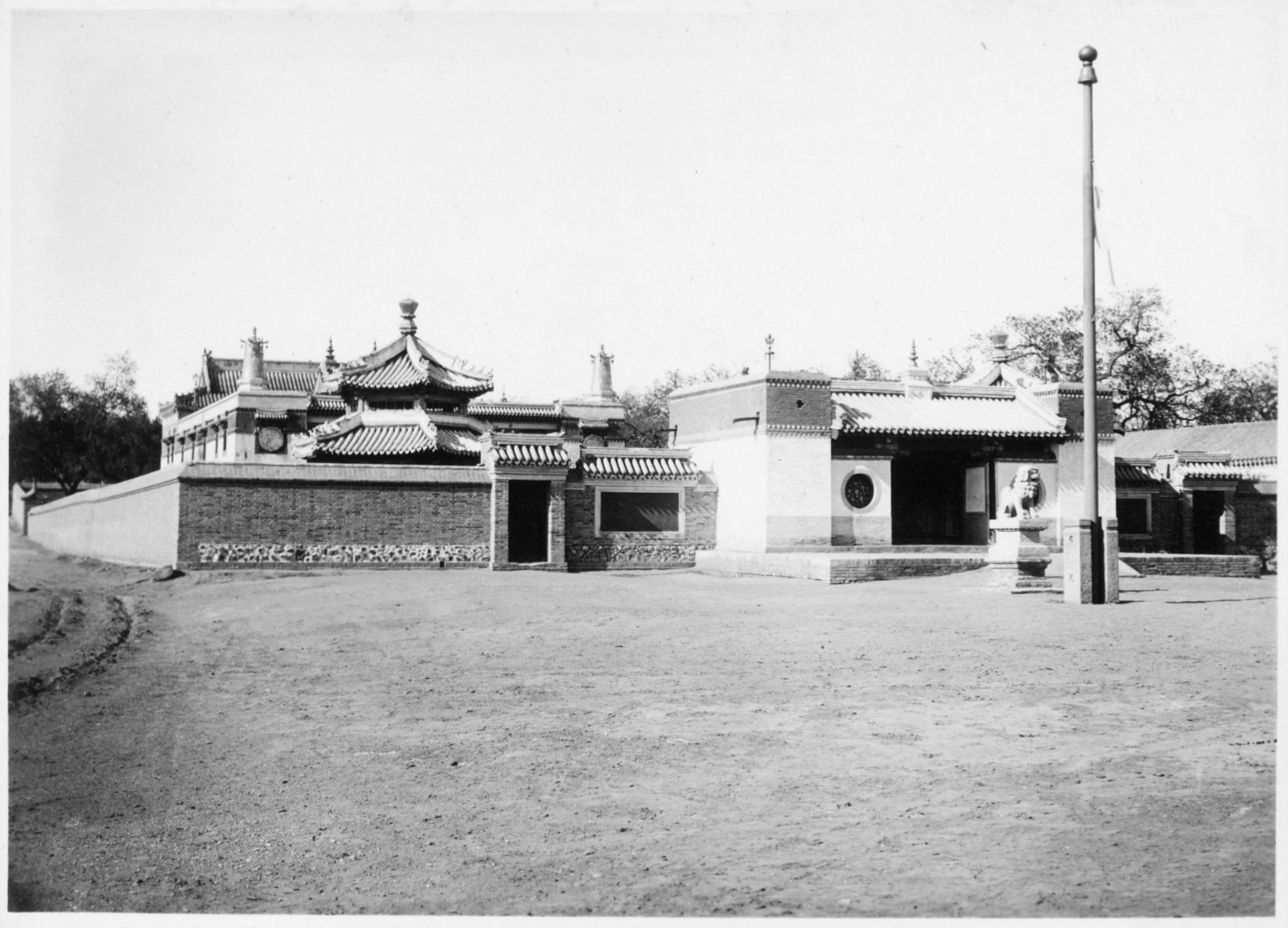
1920年代

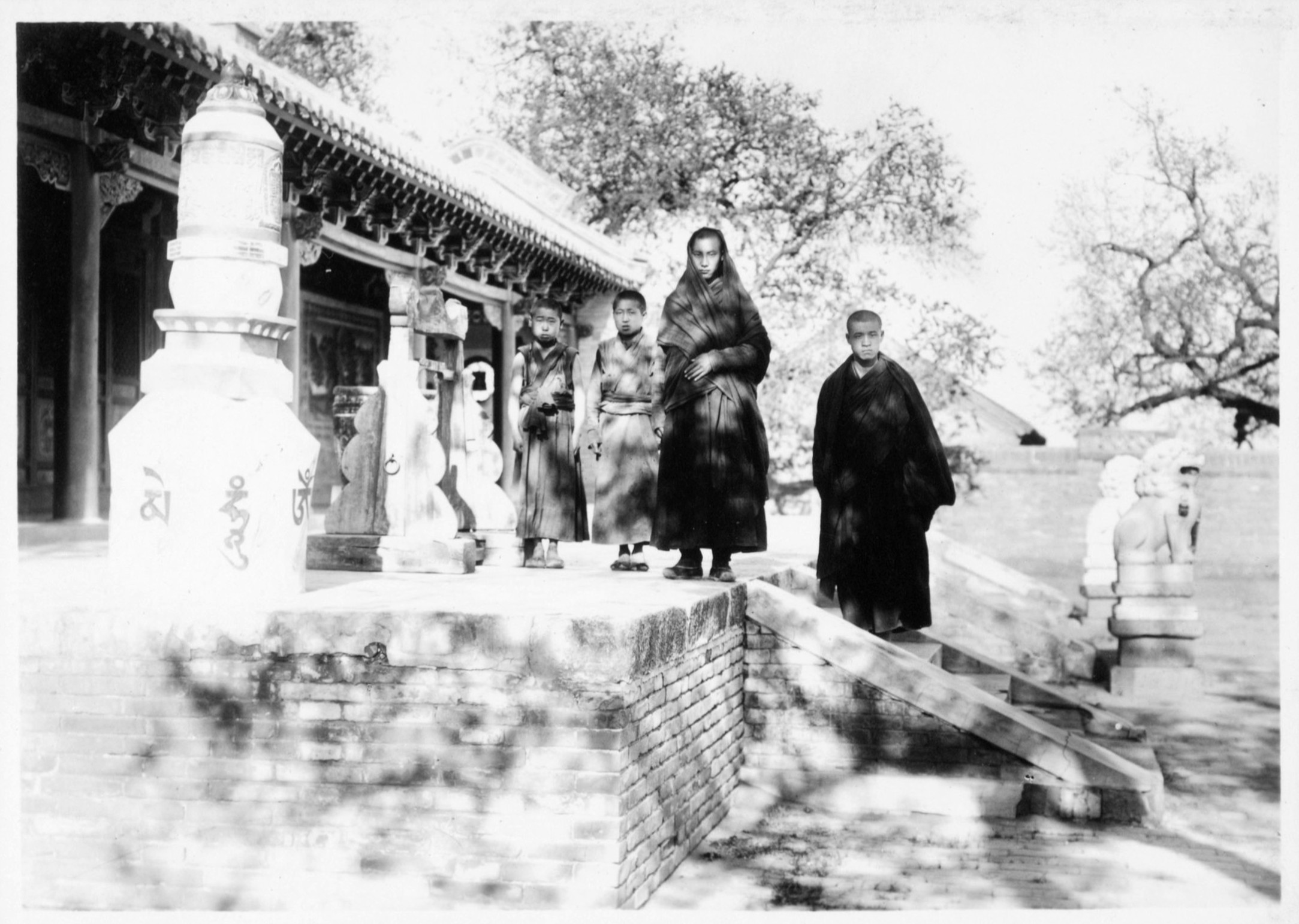
1920年代庙里的僧人

满洲国康德四年（1937年）时，慧丰寺有230多名喇嘛。

### 毁灭
慧丰寺活佛共转七世。其中三位活佛的遗体（干尸）供奉在东庙舍利殿内，两位活佛死于瘟疫，经火化后供奉在天王殿外所立的砖塔中，一位的遗体不知下落。最后一位活佛葛根转世于今巴彦塔拉镇东马拉沁老李家，中华人民共和国成立时，该活佛还俗，随喇嘛医生学医术。
第二次国共内战期间，慧丰寺和科尔沁左翼中旗的各庙一样，因受战乱影响而逐渐衰败。1947年8月，国军第八十八师260团自卧虎屯车站进攻巴彦塔拉地区时，得知中国人民解放军的伤员在慧丰寺，便朝慧丰寺方向发射3发炮弹。此时，乌云巴根等3名伤员早已被转移至苏根营子村北部坨岗的森林中。此次炮击中，其中一发炮弹击中了慧丰寺拉桑殿西南墙角，弹洞的裂纹延伸至拉桑殿屋顶。后来裂纹逐渐扩大，最终在1962年7月的一次大雨中，拉桑殿西南角倒塌。此次炮击是慧丰寺首次被毁。
在中国共产党领导的土地改革中，对慧丰寺部分有钱、民愤大的喇嘛进行清算。当时，内蒙古骑兵二师十一团的几个连进驻慧丰寺，清缴封建私产，将收缴的牛羊、粮款送往四平前线，为辽沈战役胜利作出了贡献。土地改革后期，慧丰寺的喇嘛全部被强行逐出慧丰寺，勒令还俗，寺内历代收藏的佛经、字画、法器、神像等被焚毁，寺内的飞柜子、容器、佛座等全部分给了翻身贫民。但慧丰寺的建筑等不动产仍完整保留下来。
1948年冬的一日，慧丰寺纲散殿起火坍塌。当时，纲散殿大门被50斤重的铁索锁住，其内无人居住，故火情发现较晚，未能及时扑救。慧丰寺的几位看庙人当即报告巴彦塔拉区人民政府，区政府派梁纳仁朝克图、昭德巴等工作人员到火灾现场进行勘察，未找到线索。此案遂成悬案。现在，紧临纲散殿的苏克勤殿的后面立柱的上半部，仍有被大火烧焦的痕迹。
1949年春，巴彦塔拉区几位领导为保护慧丰寺的建筑，决定将特特格哎勒（慧丰寺属民常年居住形成的自然村）、西查干敖日哎勒的村民集中迁居到慧丰寺内原来喇嘛们居住的膳房、厢房。消息传出后，特特格哎勒的几户无住房的贫民迅速占据了慧丰寺东厢房，并自行拆毁了韩东哈穆孙殿以及两间藏式仓房，将拆下的建材拉到郑家屯换粮食、布匹等等日用品。
内蒙古骑兵二师十一团撤离慧丰寺之后，巴彦塔拉中学迁入慧丰寺。1956年，科尔沁左翼中旗人民政府从巴彦塔拉迁至衙门台（今科尔沁左翼中旗人民政府所在地保康镇）后，巴彦塔拉中学迁回巴彦塔拉王爷府，慧丰寺被交还给玛拉沁苏木。
玛拉沁苏木成立初期，苏木政府在慧丰寺内的葛根楼办公。玛拉沁小学从西玛拉沁苏木迁入慧丰寺，后来还扩建为完全小学。
大跃进时期，玛拉沁苏木人民政府在慧丰寺的庙仓内办公，苏克勤殿、拉桑殿被划给红塔合作社，后来在苏克勤殿设立了玛拉沁苏木直属供销社。期间，虽各单位不断迁入迁出慧丰寺，但慧丰寺的房产并未受大损失。
1967年，在文化大革命中，玛拉沁苏木武装部一名干事下令拆毁了慧丰寺拉桑殿、浩日老殿、多尔吉哈穆孙殿等许多建筑，用拆下的砖瓦、檩木兴建了公社的办公场所。葛根楼因内有学校而免遭拆毁，但葛根楼年久失修，不久二层便自动坍塌，一层直到1972年还基本完好。后来，玛拉沁苏木供销社将慧丰寺大门处的天王殿改为盐仓，1974年又将该殿拆毁。
1968年冬，嘉庆帝御题的满蒙汉藏四体“慧丰寺”金字匾额，被玛拉沁供销社的两名职工从苏克勤殿正门上方摘下后焚毁。1996年，供销社解体，慧丰寺的苏克勤殿成了无主建筑，该殿的门窗等顷刻间便遭村民哄抢。
如今，慧丰寺的建筑中只余一座苏克勤殿，门窗皆无，接近坍塌。

## 建筑
慧丰寺被毁前，主要建筑有：
- 天王殿：位于寺院南端，两侧接有寺院的南院墙。殿外有一对石狮。
- 浩日老殿：位于天王殿以东，寺院南院墙外，其东墙和寺院东院墙在一条线上。
- 查玛场：圆形。位于天王殿正北，为“跳神（英语：Cham dance）”的场所。
- 钟楼、鼓楼：位于查玛场东西两侧，东为鼓楼，西为钟楼。
- 苏克勤殿：位于查玛场正北。
- 纲散殿：位于苏克勤殿正北，紧邻苏克勤殿。
- 韩东哈穆孙殿：位于浩日老殿以北，鼓楼东北，寺院东墙以内，坐东朝西。
- 多尔吉哈穆孙殿：位于钟楼以西，坐西朝东，西侧紧靠寺院西墙。
- 拉桑殿：位于苏克勤殿以西，多尔吉哈穆孙殿和钟楼以北，坐北朝南。
- 弥勒殿；位于拉桑殿正北，紧靠拉桑殿。
- 仓房：位于弥勒殿以北偏东。
- 舍利殿：位于多尔吉哈穆孙殿以西，寺院西院墙以外。
- 伙房：位于舍利殿以北。
- 仓库：位于伙房以北偏西，紧接着伙房。
- 膳房：位于仓库以北，紧接着仓库。
- 葛根楼：位于膳房以北，自成一院落，有院墙。该院东墙即寺院的西院墙。
- 祭坛小殿：21座，寺院外围东、西、北三面各7座。内供度母像。